# بروكشاير
بروكشاير (بالإنجليزية: Brookshire)‏ هي مدينة أمريكية تقع في ولاية تكساس.تبلغ مساحة هذه المدينة 9.1 (كم²)،ويبلغ عدد سكانها 4702 نسمة حسب إحصاء سنة 2010 م.

## التركيبة السكانية
حدّد مكتب تعداد الولايات المتحدة بيانات التركيبة السكانية لبروكشاير في تعداد الولايات المتحدة. في ما يلي، التركيبة السكانية حسب تعدادي 2000 و2010.

### تعداد عام 2000
بلغ عدد سكان بروكشاير 3,450 نسمة بحسب تعداد عام 2000، وبلغ عدد الأسر 1,138 أسرة وعدد العائلات 824 عائلة مقيمة في المدينة. في حين سجلت الكثافة السكانية 307.8 نسمة لكل كيلومتر مربع (797.2/ميل2). وبلغ عدد الوحدات السكنية 1,257 وحدة بمتوسط كثافة قدره 112.1 لكل كيلومتر مربع (290.3/ميل2).
وتوزع التركيب العرقي للمدينة بنسبة 32.67% من البيض و38.20% من الأمريكيين الأفارقة و0.58% من الأمريكيين الأصليين و0.38% من الأمريكيين ذوي الأصول الآسيوية و0.03% من سكان جزر المحيط الهادئ و26.09% من الأعراق الأخرى و2.06% من عرقين مختلطين أو أكثر و37.16% من الهسبانيون أو اللاتينيون من أي عرق.
بلغ عدد الأسر 1,138 أسرة كانت نسبة 46.6% منها لديها أطفال تحت سن الثامنة عشر تعيش معهم، وبلغت نسبة الأزواج القاطنين مع بعضهم البعض 44.5% من أصل المجموع الكلي للأسر، ونسبة 21.2% من الأسر كان لديها معيلات من الإناث دون وجود شريك، بينما كانت نسبة 6.8% من الأسر لديها معيلون من الذكور دون وجود شريكة وكانت نسبة 27.6% من غير العائلات. تألفت نسبة 23.6% من أصل جميع الأسر من عدة أفراد يعيشون في نفس المنزل ونسبة 8.7% كانت تتألف من شخص يعيش بمفرده يبلغ من العمر 65 عاماً أو أكثر. وبلغ متوسط حجم الأسرة المعيشية 3.03، أما متوسط حجم العائلات فبلغ 3.56.
بلغ العمر الوسطي للسكان 28.5 عاماً. وكانت نسبة 32.4% من القاطنين تحت سن الثامنة عشر، وكانت نسبة 11.7% بين الثامنة عشر والرابعة والعشرين عاماً، ونسبة 30.6% كانت واقعةً في الفئة العمرية ما بين الخامسة والعشرين والرابعة والأربعين عاماً، ونسبة 17.3% كانت ما بين الخامسة والأربعين والرابعة والستين، ونسبة 8% كانت ضمن فئة الخامسة والستين عاماً فما فوق. يوجد لكل 100 أنثى 97.3 ذكر، ويوجد لكل 100 أنثى في الثامنة عشر من عمرها فما فوق 92.7 ذكر.
بلغ متوسط دخل الأسرة في المدينة 29,461 دولارًا، أما متوسط دخل العائلة فبلغ 32,017 دولارًا. وكان متوسط دخل الذكور 25,032 دولارًا مقابل 18,674 دولارًا للإناث. وسجل دخل الفرد الخاص بالمدينة 12,235 دولارًا. وكانت نسبة 14.5% من العائلات ونسبة 18.7% من السكان تحت خط الفقر، وكان من هؤلاء نسبة 24.6% تحت سن الثامنة عشر ونسبة 8.1% في الخامسة والستين من العمر وما فوق.

### تعداد عام 2010
بلغ عدد سكان بروكشاير 4,702 نسمة بحسب تعداد عام 2010، وبلغ عدد الأسر 1,440 أسرة وعدد العائلات 1,071 عائلة مقيمة في المدينة. في حين سجلت الكثافة السكانية 419.4 نسمة لكل كيلومتر مربع (1,086.2/ميل2). وبلغ عدد الوحدات السكنية 1,659 وحدة بمتوسط كثافة قدره 148 لكل كيلومتر مربع (383.3/ميل2).
وتوزع التركيب العرقي للمدينة بنسبة 40.64% من البيض و35.56% من الأمريكيين الأفارقة و0.83% من الأمريكيين الأصليين و0.43% من الأمريكيين ذوي الأصول الآسيوية و0.02% من سكان جزر المحيط الهادئ و19.72% من الأعراق الأخرى و2.81% من عرقين مختلطين أو أكثر و47.28% من الهسبانيون أو اللاتينيون من أي عرق.
بلغ عدد الأسر 1,440 أسرة كانت نسبة 49.7% منها لديها أطفال تحت سن الثامنة عشر تعيش معهم، وبلغت نسبة الأزواج القاطنين مع بعضهم البعض 42.8% من أصل المجموع الكلي للأسر، ونسبة 23.6% من الأسر كان لديها معيلات من الإناث دون وجود شريك، بينما كانت نسبة 8% من الأسر لديها معيلون من الذكور دون وجود شريكة وكانت نسبة 25.6% من غير العائلات. تألفت نسبة 20.1% من أصل جميع الأسر من عدة أفراد يعيشون في نفس المنزل ونسبة 6.2% كانت تتألف من شخص يعيش بمفرده يبلغ من العمر 65 عاماً أو أكثر. وبلغ متوسط حجم الأسرة المعيشية 3.20، أما متوسط حجم العائلات فبلغ 3.72.
بلغ العمر الوسطي للسكان 29.1 عاماً. وكانت نسبة 33.6% من القاطنين تحت سن الثامنة عشر، وكانت نسبة 10% بين الثامنة عشر والرابعة والعشرين عاماً، ونسبة 27.5% كانت واقعةً في الفئة العمرية ما بين الخامسة والعشرين والرابعة والأربعين عاماً، ونسبة 20.6% كانت ما بين الخامسة والأربعين والرابعة والستين، ونسبة 8.4% كانت ضمن فئة الخامسة والستين عاماً فما فوق. وتوزع التركيب الجنسي للسكان بنسبة 49.6% ذكور و50.4% إناث.